# Humboldt Bay
De Humboldt Bay is een natuurlijke baai en meerdelige kustlagune aan de North Coast van de Amerikaanse staat Californië. De baai is Californiës tweede grootste estuarium, na de Baai van San Francisco.
Humboldt Bay huisvest meer dan 100 soorten planten, 300 gewervelden, 100 vissen en 200 vogels. Ze is eveneens een belangrijke plaats voor veel trek- en watervogels. Daarnaast worden er oesters voor commerciële doeleinden gekweekt in de baai; de baai produceert meer dan de helft van alle Californische oesters.
De baai ligt in Humboldt County. Zowel de hoofdplaats Eureka als het universiteitsstadje Arcata liggen aan de Humboldt Bay. Rond de baai wonen zo'n 80.000 mensen. Er zijn grote industriële dokken in Samoa and Fields Landing en verschillende jachthavens in Eureka. Vanaf de jaren 1850 werden de havenfaciliteiten vooral gebruikt om timmerhout te exporteren.